# Bazilika sv. Križa, Lecce
Bazilika Svetega Križa (italijansko basilica di Santa Croce) je cerkev v zgodovinskem središču Lecceja, na ulici via Umberto I. Skupaj s sosednjim nekdanjim samostanom Celestine predstavlja najvišjo manifestacijo baroka v Lecceju. Ima dostojanstvo manjše bazilike.

## Zgodovina
Na območju sedanje bazilike je Gualtieri VI. Briennski že v 14. stoletju ustanovil samostan, vendar so se šele po sredini 16. stoletja odločili, da se območje preuredi v monumentalno območje. Da bi zasegli zemljo, hiše in premoženje Judov, so bili rekvirirani, izgnani iz mesta leta 1510. Gradnja bazilike je trajala dve stoletji, med 16. in 17. stoletjem, pri tem so sodelovali najpomembnejši mestni arhitekti tistega časa.
Prva faza gradnje, ki se je začela leta 1549, je bila končana leta 1582, ko je bil zgrajen spodnji del fasade, do ogromnega balkona, ki ga podpirajo telamoni, ki prikazujejo ljudi in živali. Kupolo so dokončali leta 1590. Po besedah umetnostnega zgodovinarja Vincenza Cazzata se je v tej prvi fazi pojavila osebnost Gabrieleja Riccardija. Nadaljnjo fazo del, ki se je začela od leta 1606, med katero so bili na pročelje dodani trije okrašeni portali, je zaznamoval Francesco Antonio Zimbala. Po zaključku del sta Cesare Penna in Giuseppe Zimbalo delala zaporedno. Prvi je posledica konstrukcije zgornjega dela pročelja in čudovitega rožnega okna (v bližini katerega je vklesana letnica 1646), drugemu pripisujejo pediment na vrhu konstrukcije.

## Opis

### Zunanjost
Fasada je sestavljena iz šestih gladkih stebrov, ki podpirajo entablaturo in delijo strukturo na pet območij. Glavni portal, zgrajen leta 1606, ima par korintskih stebrov in prikazuje insignije Filipa III. Španskega, Marije d'Enghien in Gualtierija VI. Briennskega. Na stranskih vratih so prikazani grbi Celestinske kongregacije. Ogredje prekriva vrsta atlantov, ki prikazujejo groteskne figure ali fantastične in alegorične živali, ki podpirajo balustrado, okrašena s trinajstimi kerubi, ki objemajo simbole časovne moči (krona) in duhovne (tiara).
V drugem redu fasade prevladuje veliko osrednje rožno okno romanskega navdiha. Profilirana z lovorjevimi listi in jagodami ima tri vrste bas reliefov. Rožno okno dobro poudarita dva korintska stebra, ki ločujeta osrednji prostor od stranskih, v katerih so niše s kipom sv. Benedikta in papeža Celestina V. Pogled na rožno okno, na njegovi levi (točno ob devetih) prikazuje avtoportret Antonia Zimbala. Na skrajnostih, da zapreta profil drugega reda, sta dva velika ženska kipa, ki simbolizirata Vero in Trdnost. Timpanon z zmagoslavjem Križa v sredini zapira fasado na vrhu.
Po ikonografskem programu, značilnem za benediktince (ki so jim pripadali Celestini) in avguštinsko duhovnost, fasada, kot poroča posvetilna kartuša na glavnem portalu, prikazuje zmagoslavje Križevega prapora z aluzijo, torej povzdigovanjem svetega lesa, katerega relikvija je hranjena na oltarju levega transepta. Kompleksni figurativni sistem atlantov, ki zajema vse kulture in človeški izvor (upodobitev kapitolske volkulje, zmaja papežev Borghese, aragonskih in turških vojakov), poudarja katoličnost Cerkve in Kristusovo odrešilno moč nad vsem človeštvom.
- Fasada
- Fasada in Celestini
- Detajl fasade
- Timpanon
- Rozeta

### Notranjost
Notranjost s tlorisom latinskega križa je bila prvotno razdeljena na pet ladij, od katerih sta bili dve kasneje preurejeni v stranske kapele, ki so bile dodane v 18. stoletju. Oboke ladij podpirata dve vrsti stebrov, skupaj osemnajst, prva dva sta prislonjena na zunanjo steno, zadnji štirje sklopljeni omejujejo transept in slavolok. Glavno ladjo prekriva razkošen orehov kasetiran strop z pozlato, stranski ladji pa prekrivajo križni oboki. V križišču na stičišču obeh krakov križa se dviga visoka kupola, okrašena s festoni iz akantovih listov, angelov in cvetličnih motivov.
V prezbiteriju, ki je skozi stoletja odstranjen od lesenega kora in prvotnega velikega oltarja, se vidi večplastna in rebrasta apsida. Sedanji veliki oltar iz 18. stoletja je bil leta 1956 vzet iz cerkve svetih Niccolò in Cataldo ob 15. nacionalnem evharističnem kongresu, ki je potekal v mestu tistega leta. Stene apside krasijo slike Čaščenje pastirjev, Oznanjenje, Marijino obiskovanje in Počitek na begu v Egipt. Levo od glavnega oltarja stoji nagrobni spomenik Maura Leoparda, opata samostana Celestini.
Vzdolž ladij je na vsaki strani sedem globokih kapel, znotraj katerih so čudoviti bogato okrašeni oltarji. Skupno ima cerkev šestnajst baročnih oltarjev. V levi stranski ladji, začenši od vhoda, so oltarji posvečeni sv. Pieru Celestinu, Brezmadežnemu spočetju, Marijinemu oznanjenju, Madonni del Carmine, Sant'Andrea Avellino, Sant'Irene in Pietà. V levem transeptu je oltar posvečen sv. Francesco da Paola, mojstrovina Francesca Antonia Zimbala, ki jo je ustvaril med letoma 1614 in 1615, po mnenju mnogih strokovnjakov je največji kiparski izraz baroka na Terra d'Otrantu. V desnem transeptu sta oltarja Trojice in oltarja Svetega Križa, zadnje baročno delo Cesareja Penne iz leta 1637, ki ga je naročil generalni opat Celsa Amerighija. Ob desni stranski ladji je šest kapel z oltarji: Prikazovanje Srca Jezusovega sveti Margareti Alacoque, sveti Oroncij, sveti Filip Neri, sveti nadangel Mihael, rojstvo Gospodovo in sveti Anton Padovanski. V zadnji kapeli je freska konstantinopelske Madone iz 16. stoletja.

### Orgle
Orgle bazilike so leta 1961 zgradili bratje Ruffatti. So na obeh straneh prezbiterija, so na električni pogon in imajo dve klaviaturi po 61 registrov in konkavno radialni pedal.

## Trenutno stanje
Ureditvi bazilike v 19. stoletju so kritiki ostro nasprotovali. Izdelana dekoracija fasade je bila videti kot nekaj smešnega in slabega okusa.
V 20. stoletju se je začelo nenehno gibanje prevrednotenja in objavljene številne študije o kompleksni simboliki fasade. Trenutno bazilika velja za eno izmed arhitekturnih mojstrovin mesta.
Celestinski menihi so upravljali samostan in baziliko, dokler red ni bil ukinjen leta 1807. Kasneje je bila cerkev opuščena, sosednja stavba pa je postala sedež javnih služb. Še danes so v palači Celestini sedež prefekture in province. Cerkev je od leta 1833 zaupana Nadbratovščini Svete Trojice.